# Zija Merxhani
Zija Merxhani (Tetovo, 22 de octubre de 1995) es un futbolista macedonio que juega en la demarcación de defensa para el KF Shkëndija Tetovo de la Primera División de Macedonia del Norte.

## Selección nacional
Debutó con la selección de fútbol de Macedonia del Norte el 22 de octubre de 2022. Lo hizo en un partido amistoso contra Arabia Saudita que finalizó con un resultado de 1-0 a favor del combinado saudita tras el gol de Saleh Al-Shehri.

## Clubes
| Club                       | País                | Año       | Partidos | Goles |
| -------------------------- | ------------------- | --------- | -------- | ----- |
| KF Drita Bogovinë (cedido) | Macedonia del Norte | 2014-2015 | 1        | 0     |
| KF Gostivari               | Macedonia del Norte | 2015-2016 | 9        | 0     |
| FC Struga                  | Macedonia del Norte | 2017-2019 | 23       | 3     |
| KF Shkëndija Tetovo        | Macedonia del Norte | 2019-2022 | 35       | 1     |
| FC Struga                  | Macedonia del Norte | 2022-2023 | 30       | 2     |
| KF Shkëndija Tetovo        | Macedonia del Norte | 2023-     |          |       |